# Somalischer Höhlenfisch
Der Somalische Höhlenfisch (Garra andruzzii, Syn.: Phreatichthys andruzzii) ist eine Höhlenfischart aus der Familie der Karpfenfische (Cyprinidae). Er wurde als einziges Mitglied einer monotypischen Gattung (Phreatichthys) beschrieben, später aber der artenreichen Gattung Garra zugeordnet. Der Somalische Höhlenfisch kommt ausschließlich in Höhlengewässern unter der Oase Bud-Bud (Terra typica) und im Umkreis von 30 km in Zentral-Somalia vor. Auf Grund des geringen Verbreitungsgebiets und der spezialisierten Lebensweise wird die Art in der Roten Liste der IUCN als gefährdet (Vulnerable) eingestuft.

## Merkmale
Der Somalische Höhlenfisch erreicht eine Länge von maximal 6,2 cm, wobei der Körper ohne Schwanzflosse etwa fünfmal so lang wie hoch ist. Er besitzt keine Augen und Schuppen und ist nicht pigmentiert, so dass der Körper gelblich-weiß erscheint. Das Seitenlinienorgan ist gut entwickelt. Von den beiden Paaren Barteln hat das vordere etwa ein Fünftel der Länge des Kopfes, während das weiter hinten am Oberkiefer etwas kürzer ist. Die Schlundzähne sitzen in zwei Reihen. Die Brustflossen weisen 14 Weichstrahlen auf. Die kurze Rückenflosse hat drei Hart- und sechs Weichstrahlen und sitzt etwas hinter der Körpermitte. Die achtstrahligen Bauchflossen sitzen etwas hinter der Rückenflosse. Die Afterflosse hat drei Hart- und fünf Weichstrahlen, die Schwanzflosse ist 22-strahlig.

## Forschungsgeschichte
Der Somalische Höhlenfisch ist eine von mehreren Fischarten, an denen Anpassungen an das Höhlenleben untersucht wurden. Es ist das erste entdeckte Tier, welches seine innere biologische Uhr nicht nach dem Sonnenlicht ausrichtet. Es lebt nach einem ungewöhnlich langen Circadianrhythmus, dessen Periode bis zu 47 Stunden betragen kann und der unempfindlich gegenüber Stimulation mit Licht ist. Untersuchungen zeigten jedoch, dass andere äußere Reize (z. B. regelmäßiges Futterangebot) diese Fische dazu bringen konnte, ihren Rhythmus anzupassen.